# Ленинаул (Казбековский район)
Ленинаул (чечен. Акташ-Аух, Пхьарчхошка) — село в Казбековском районе Дагестана, старинное село чеченцев-ауховцев. До депортации чеченцев в 1944 году село входило в состав восстанавливаемого Ауховского района.
Образует муниципальное образование село Ленинаул со статусом сельского поселения как единственный населённый пункт в его составе.

## Географическое положение
Село расположено на левом берегу реки Акташ, напротив Калининаула, в 17 км к югу от Хасавюрта.
Ближайшие населённые пункты: на северо-западе — сёла Новолакское и Чапаево, на северо-востоке — село Эндирей, на юге — село Калининаул, на юго-востоке — село Дылым (райцентр), на юго-западе — сёла Гиляны и Зандак (Чечня).

## История
Современным исследователям время основания поселения неизвестно. Чеченский исследователь-краевед, педагог и народный поэт А. С. Сулейманов утверждал, что, согласно полевым материалам, наряду с селением Ширча-Эвла, средневековый аул Пхьарчхошка был древнейшим поселением ауховских чеченцев.
По легенде ауховских чеченцев четырнадцать поколений назад часть лам-кристов вышла из Аки-лам и двинулась на восток по причине того, что им от перенаселённости жить там стало тесно.
Чеченцы прошли мимо рек Аргуна и Аксая, реки эти чеченцам не понравились, и наконец, они пришли в место, где ныне расположен аул Юрт-Аух. Первыми поселенцами были представители тайпов парчхой (пешхой) и цечой. Когда чеченцы прибыли сюда, по близости стоял только один хутор Анди. Других населённых пунктов не было.
Позже пхарчхой по соседству основали ещё один аул, Пхарчхой-Эвл (позже Акташ-Аух), а цечой основали аул Цечой-Эвл (позже Кешень-Аух). Спустя некоторое время жители этих трёх аулов основали выселок Ачалык (позже Ярыксу-Аух). По версии ряда исследователей, уже в конце XIV века чеченцы начинают возвращаться на равнину. В короткие сроки воссоздаются аулы Парчхой и Юрт-Аух.
Адселам известный мастер — оружейник с села Акташ-Аух во второй половине XX века изготовлял клинки, ружья, пистолеты.
1 июля 1831 года под Акташ-Аухом произошел сильный бой, отряд под командованием начальника Кавказской линии генерала Эммануэля подвергся нападению чеченцев и был разгромлен. Он потерял, по разным данным, от 400 до 1 000 человек убитыми и ранеными и две пушки (из десяти), которые захватили чеченцы. По словам В. С. Толстого: отряд пришел «в крепость Внезапную, но уже разбитый на голову, при огромной потери убитыми и ранеными, два орудия с их ящиками достались в трофей чеченцам». Сам генерал был ранен в грудь пулей навылет и вскоре покинул Кавказ. В этом бою около 400 мюридов было убито.
Полежаев Александр в 1804—1838 гг. написал стих, который называется Акташ-Аух.
В 1883 году Акташ-Аух, имел 420 дворов, в которых проживало 2014 человек, нац. — чеченцы. В селе располагалось сельское правление, 4 мечетей.

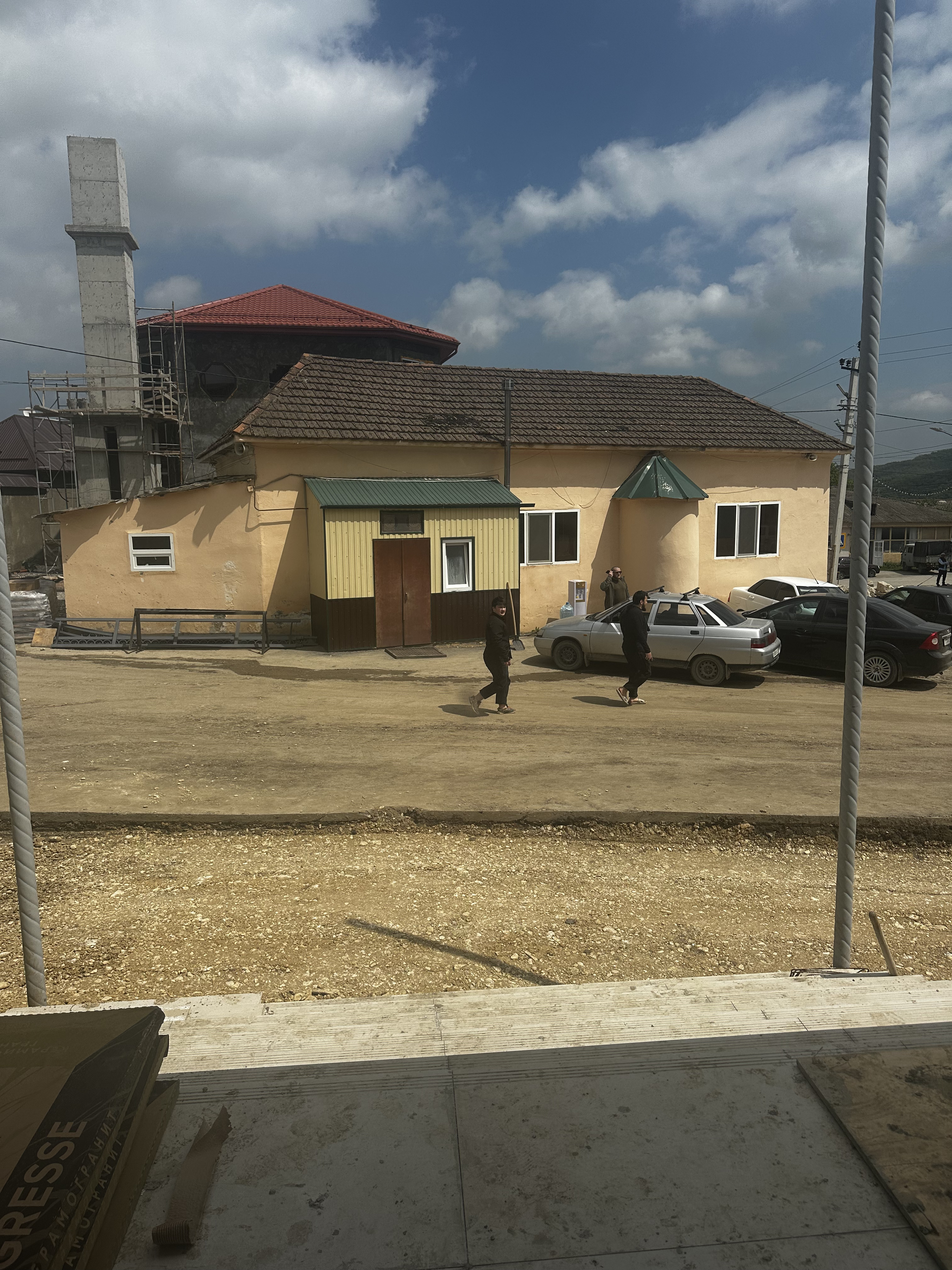
Чеченская мечеть в XIX века Акташ-Аухе (до его разрушения переселенцами в 2025 году).

По переписи населения 1926 года население села Акташ-Аух составляло 1836 человек.
22 ноября 1928 года 4 сессией ЦИК ДАССР 6 созыва принимается новый проект районирования республики. На его основе было принято постановление о разукрупнении округов и районов и образовании 26 кантонов и 2 подкантонов. Хасавюртовский кантон был образован на части территории бывшего Хасавюртовского округа, переданного в состав ДАССР из Терской области в 1921 году.
По новому районированию кантон состоял из 18 сельских советов, в том числе и Акташауховский — Акташ-Аух, Бурсун, Мажгарюрт, Юрт-Аух.

### 1944—2017 гг.
Акташ-Аух до 1944 года входил в состав Ауховского района. В 1944 году во время депортации чеченцев в Среднюю Азию, на место прежних жителей Акташ-Ауха поселились аварцы из соседнего села Алмак и Иха, а село переименовано в Сталин-Аул.
В 1956 году чеченцам разрешили вернуться на Кавказ, но руководство Дагестана запретило поселение чеченцев в родовых сёлах. Спустя несколько лет чеченцы стали выкупать свои дома у аварцев.
В 1962 году указом Президиума Верховного Совета РСФСР селение Сталин-Аул переименовано в Ленин-Аул.
В 1989—1990 гг. в Казбековском районе обострились отношения между аварцами и чеченцами в связи с требованиями чеченцев восстановить Ауховский район в границах 1944 года.
Аварцы категорически отказались возвращать два исконно чеченских села: Ленинаул и Калининаул, которые после депортации чеченцев в 1944 году были переданы в состав Казбековского района.
В сентябре 1991 года на III съезде народных депутатов республики Дагестан было принято постановление о восстановлении Ауховского района, но администрация села Ленинаул приступила к выделению аварцам земель под строительство домов. Чеченцы восприняли эти действия как провокацию, направленную против восстановления Ауховского района в границах 1944 года. В селении Ленинаул прошёл многочисленный митинг чеченцев, который продолжился бессрочной забастовкой.
Чеченцы требовали немедленно восстановить Ауховский район в прежних границах, приостановить выделение земель до разрешения спорных вопросов и передать власть на территории бывшего Ауховского района Оргкомитету по восстановлению района.
Власти Дагестана 11 сентября 1991 года ввели чрезвычайное положение в Казбековском районе, однако это решение лишь осложнило ситуацию в районе. Чеченцы развернули в селении Ленинаул палаточный городок. К середине сентября возникла угроза вооружённого конфликта между чеченцами и аварцами.
24 сентября 1991 года при посредничестве Руслана Хасбулатова в районном центре Казбековского района селении Дылым состоялась встреча между чеченцами и аварцами, на которой была достигнута договорённость решить вопрос о возвращении чеченцев в заброшенные дома и ускорить рассмотрение вопроса по передаче свободных участков, на которых до депортации находились их дома. После этого чрезвычайное положение в Казбековском районе было отменено.
Чеченцы и аварцы с момента возвращения чеченцев из депортации и до сегодняшнего дня не молятся совместно в мечетях, а также не проводят и не отмечают праздники совместно.
26 мая 2014 года переименовано сразу три улицы села в честь Президента Чеченской Республики, Героя России Ахмат-Хаджи Кадырова, Героя Советского Союза Ирбайхана Бейбулатова и Героя Советского Союза Ханпаши Нурадилова. Ленинаульская средняя школа номер 1 названа в честь Героя Советского Союза Ханпаши Нурадилова.
17 ноября 2015 года в селении Ленинаул был открыт детский сад на 130 мест и новая трансформаторная подстанция (к 85-летию Казбековского района).
25 июня 2017 года в селе произошел крупный конфликт между группами аварцев и чеченцев с применением оружия, однако в МВД опровергли данные насчет перестрелки. 27 июня Совет старейшин чеченцев Дагестана потребовал от властей республики Дагестан разобраться в конфликте в селе Ленинаул. 7 июля чеченцы штурмовали селение со стороны Хасавюрта. Для разрешения конфликта в Ленинаул прибыл спикер парламента Чечни Магомед Даудов, после чего чеченцы начали покидать село.
В феврале 2019 года глава Дагестана Владимир Васильев распустил местное собрание депутатов из-за систематического непроведения плановых заседаний.

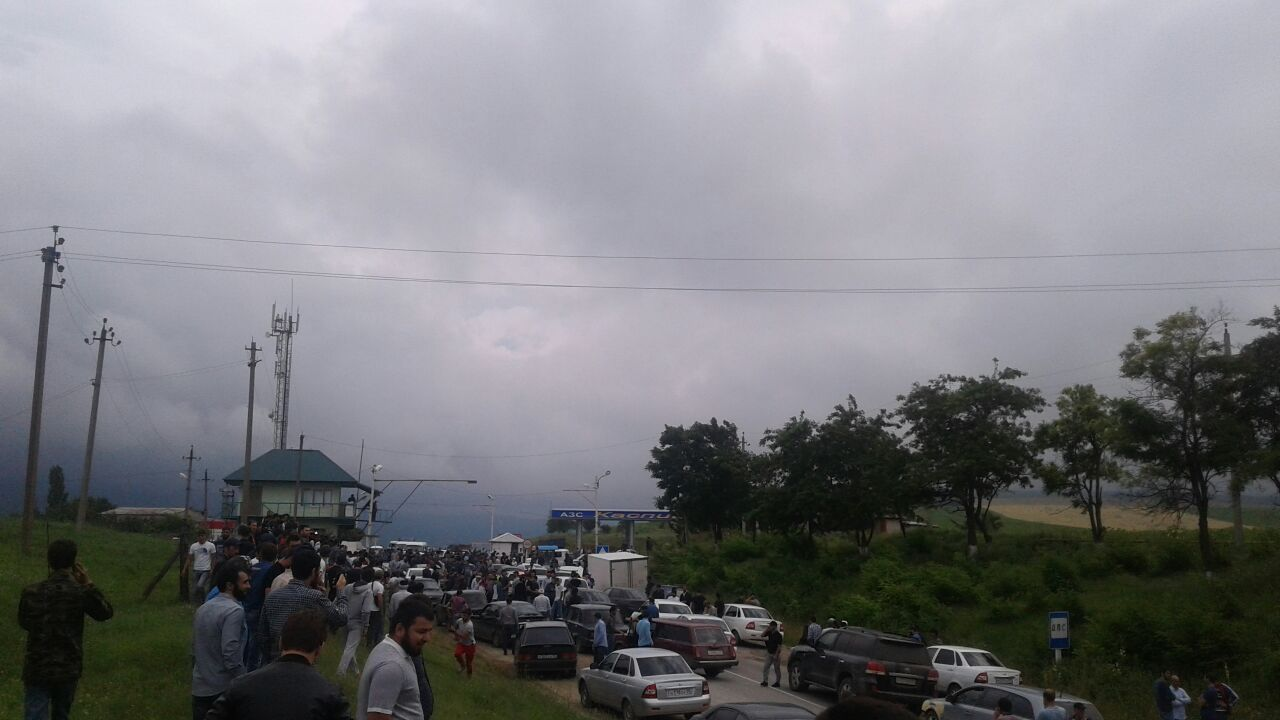
Чеченцы у поста в Ленинаул 7 июля 2017 года
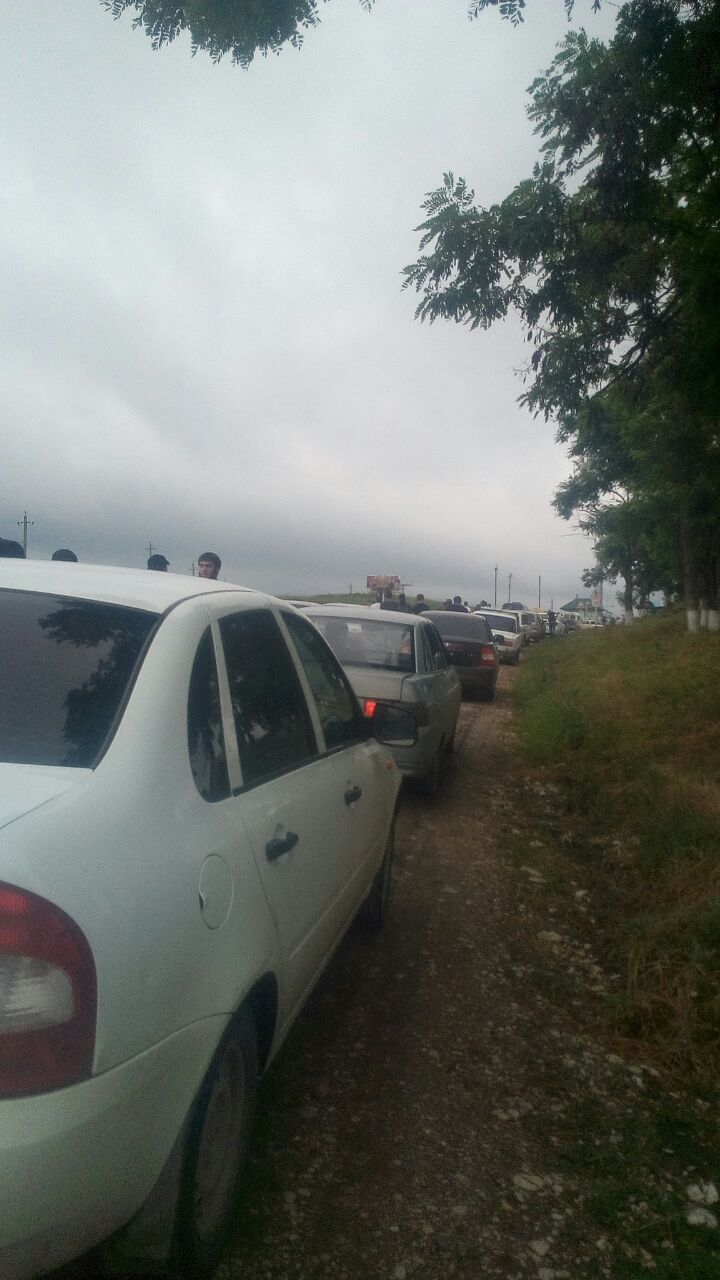
Чеченцы у поста в Ленинаул 7 июля 2017 года

## Спорт
28 октября 2010 года в селе был открыт спортивный комплекс имени Героя России Ахмат-Хаджи Кадырова.

## Телекоммуникации
Список компаний, предоставляющих телекоммуникационные услуги:
Мобильная связь:
МТС, Билайн, МегаФон.
Интернет:
Dagline.

## Образование
- Ленинаульская муниципальная средняя общеобразовательная школа № 1 им. Героя советского союза Ханпаши Нурадилова[39][40].
- Ленинаульская муниципальная средняя общеобразовательная школа № 2[41][42].

## Население
| 1889    | 1926  | 1939    | 1959    | 1970    | 1989    | 2002    |
| ------- | ----- | ------- | ------- | ------- | ------- | ------- |
| 2178    | ↘1928 | ↗2226   | ↗2585   | ↗3362   | ↗4893   | ↗7008   |
| 2008    | 2010  | 2012    | 2013    | 2014    | 2015    | 2016    |
| ↗7721   | ↗8340 | ↗8591   | ↗8756   | ↗8966   | ↗9223   | ↗9429   |
| 2017    | 2018  | 2019    | 2020    | 2021    | 2023    | 2024    |
| ↗9633   | ↗9829 | ↗10 031 | ↗10 187 | ↗10 494 | ↗10 671 | ↗10 792 |
| 2025    |       |         |         |         |         |         |
| ↗10 993 |       |         |         |         |         |         |

Национальный состав
По данным Всесоюзной переписи населения 1926 года:
| № | Национальность | Численность, чел. | Доля   |
| - | -------------- | ----------------- | ------ |
| 1 | чеченцы        | 1836              | 95,2 % |
| 2 | кумыки         | 4                 | 0,2 %  |
| 3 | аварцы         | 78                | 4,0 %  |
| 4 | лакцы          | 9                 | 0,5 %  |
| 5 | русские        | 1                 | 0,1 %  |

По данным Всероссийской переписи населения 2002 года:
| № | Национальность | Численность, чел. | Доля  |
| - | -------------- | ----------------- | ----- |
| 1 | аварцы         | 4.264             | 60,8% |
| 2 | даргинцы       | 1                 | 0,1%  |
| 3 | кумыки         | 4                 | 0,1%  |
| 4 | лакцы          | 5                 | 0,1%  |
| 5 | русские        | 4                 | 0,1%  |
| 6 | чеченцы        | 2.725             | 38,9% |

По данным Всероссийской переписи населения 2010 года:
| № | Национальность | Численность, чел. | Доля   |
| - | -------------- | ----------------- | ------ |
| 1 | аварцы         | 4971              | 59,6 % |
| 2 | чеченцы        | 3282              | 39,4 % |
| 3 | другие         | 87                | 1,0 %  |

По данным Всероссийской переписи населения 2021 года:
| № | Национальность | Численность, чел. | Доля   |
| - | -------------- | ----------------- | ------ |
| 1 | аварцы         | 6725              | 64 %   |
| 2 | даргинцы       | 12                | 0,1 %  |
| 3 | русские        | 16                | 0,2 %  |
| 4 | чеченцы        | 3706              | 35,3 % |
| 5 | другие         | 15                | 0,2 %  |

## Галерея

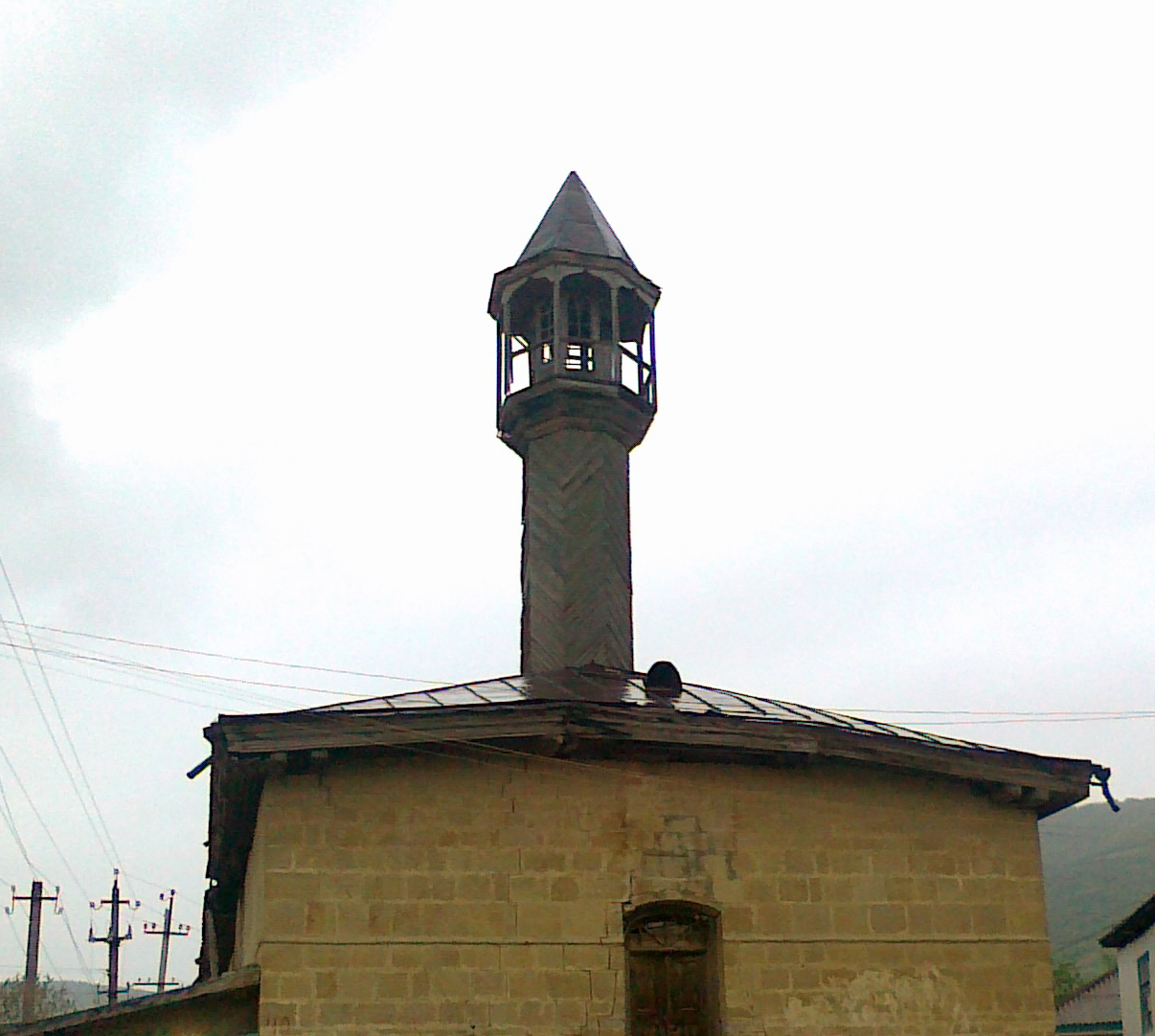
Старинная мечеть в Ленинауле
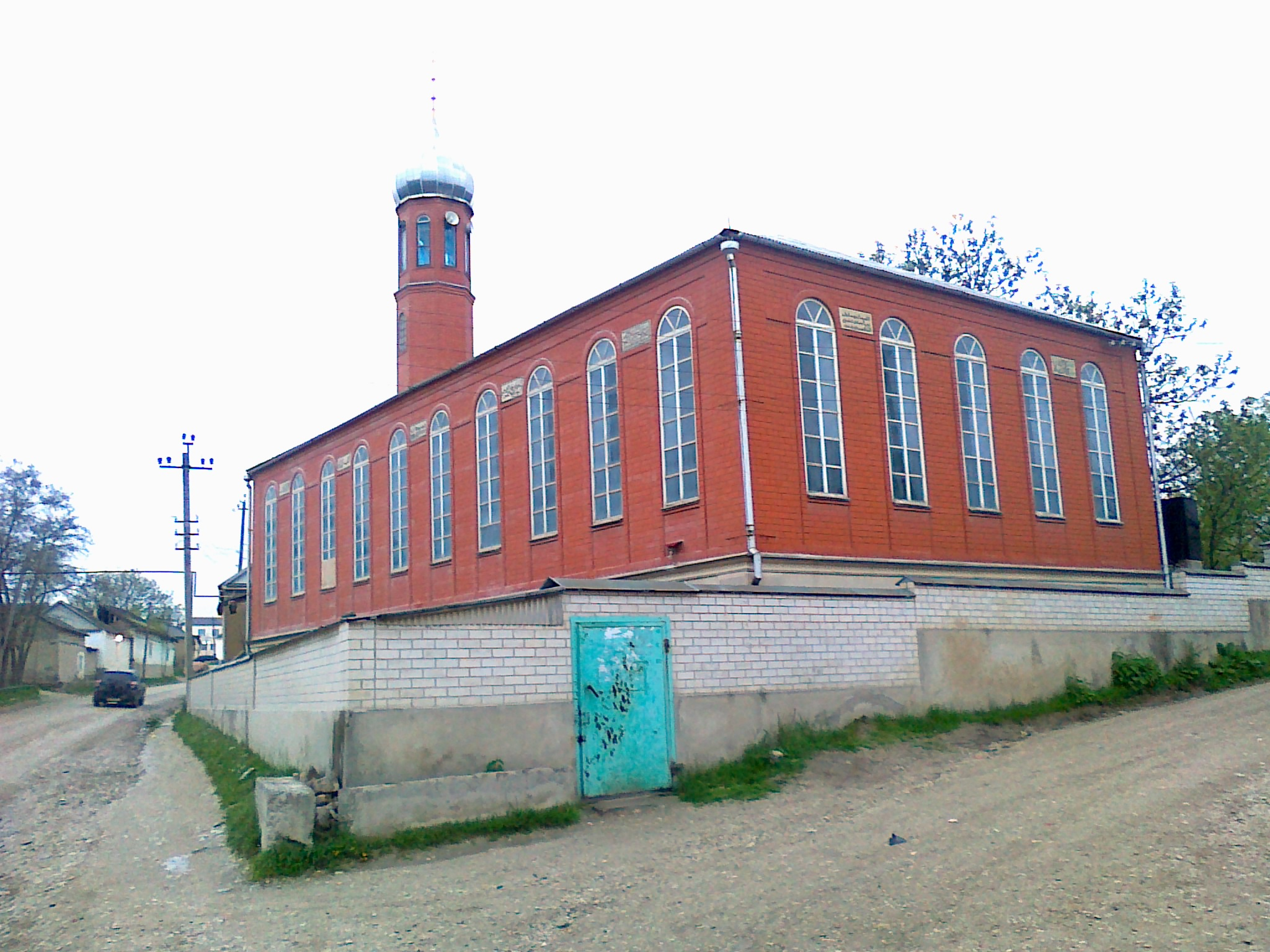
Новая мечеть в Ленинауле
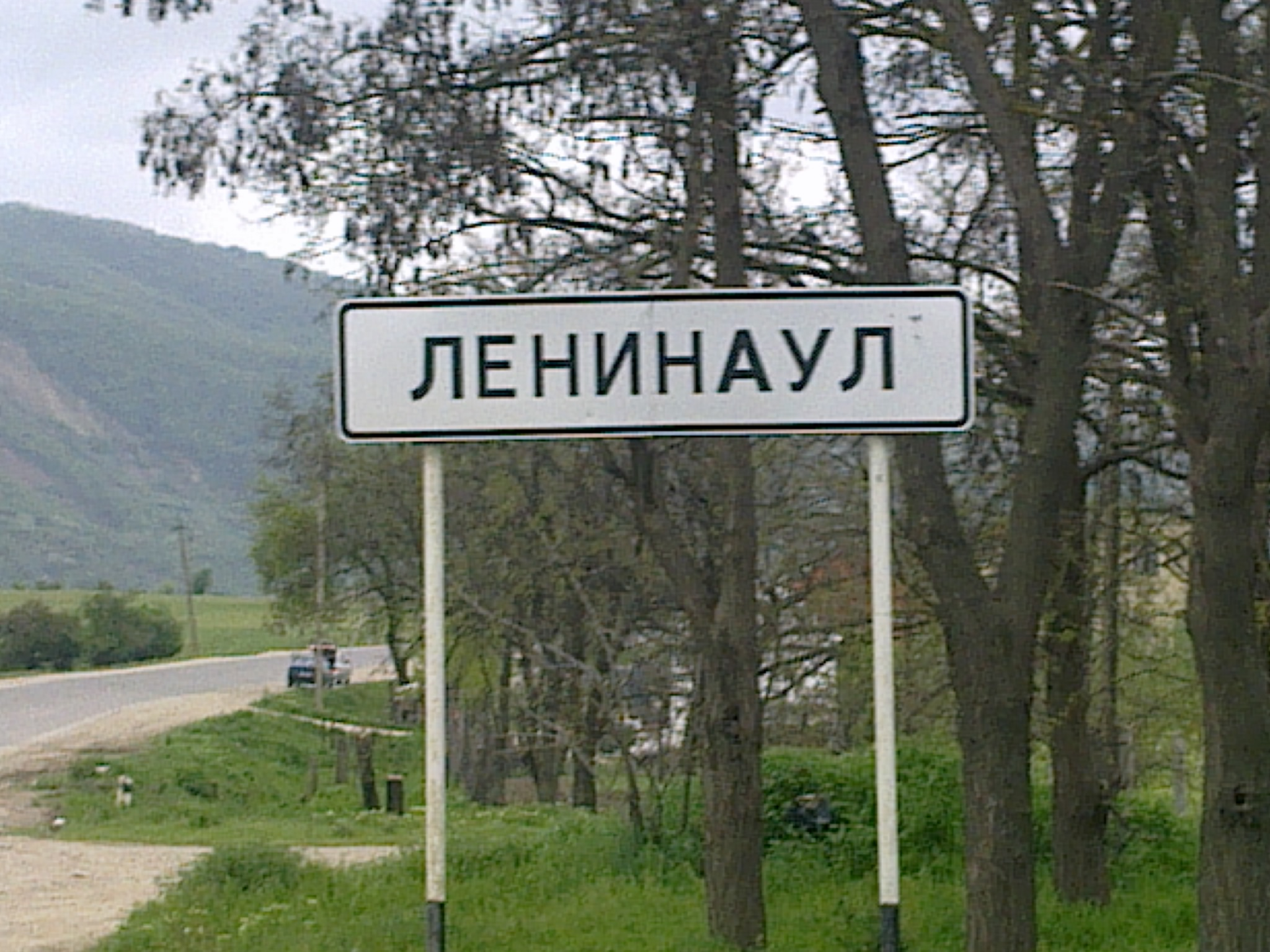
Въезд в село Ленинаул
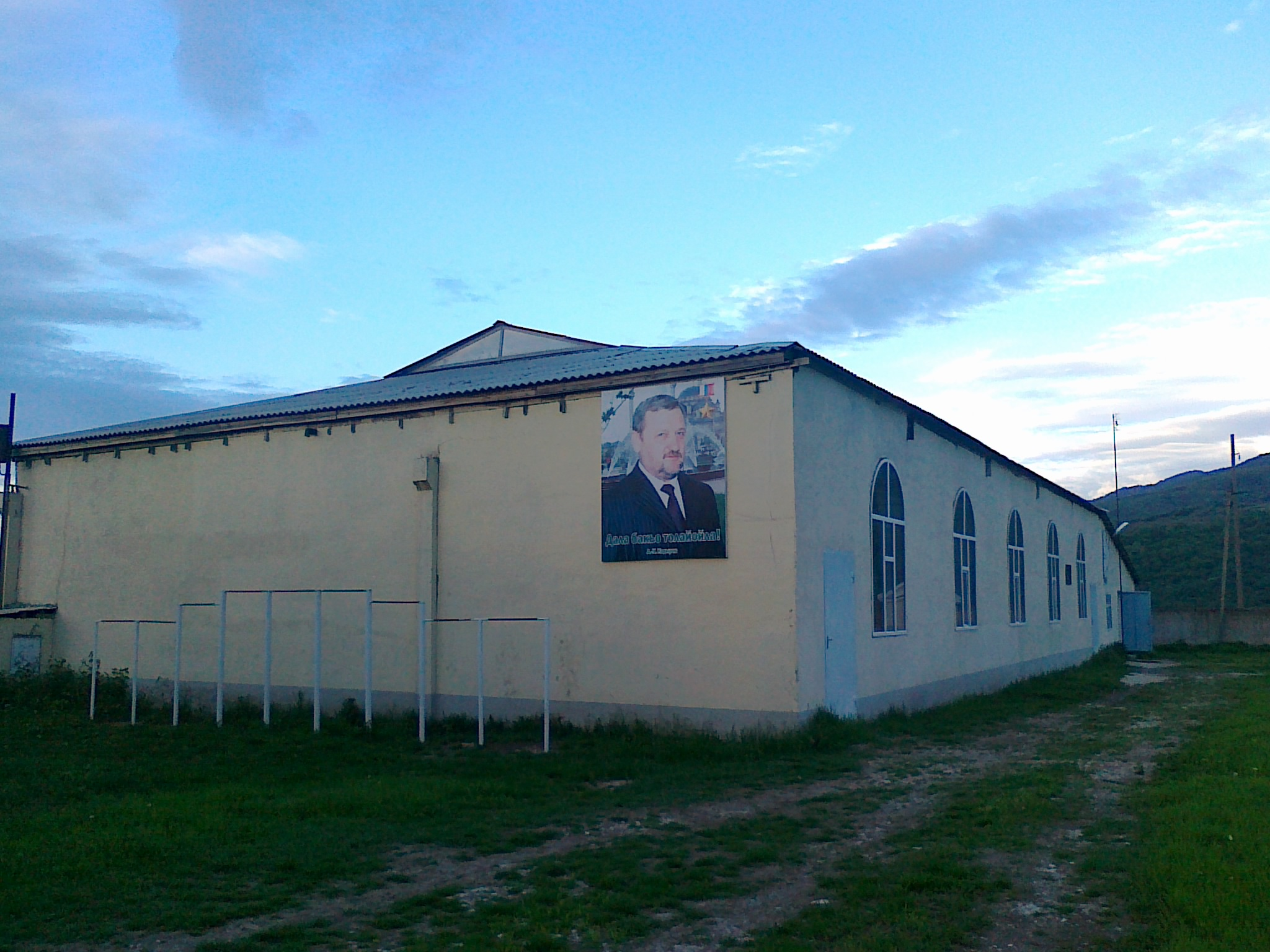
Спорткомплекс имени Героя России Ахмат-Хаджи Кадырова
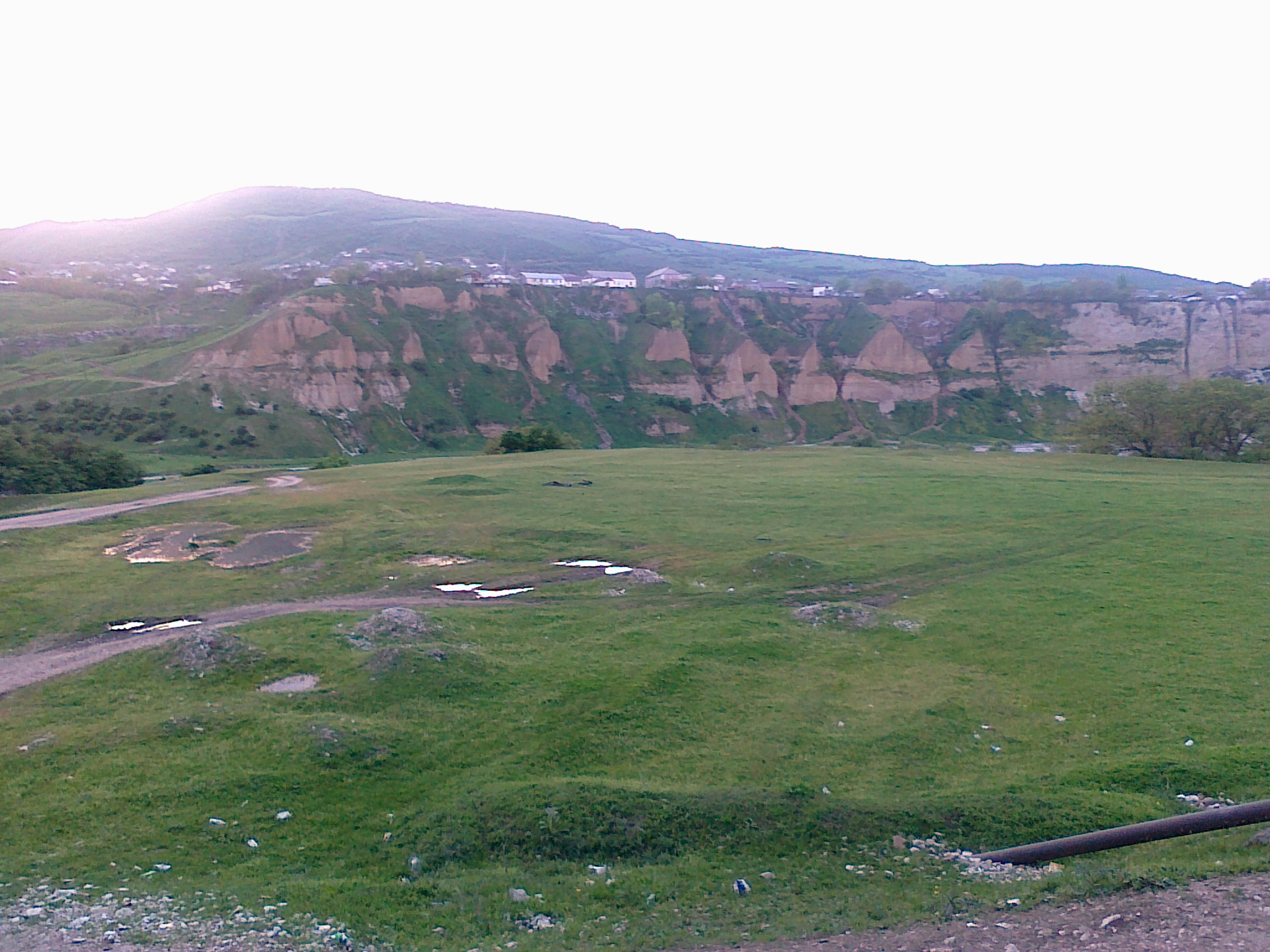
Вид на село Ленинаул
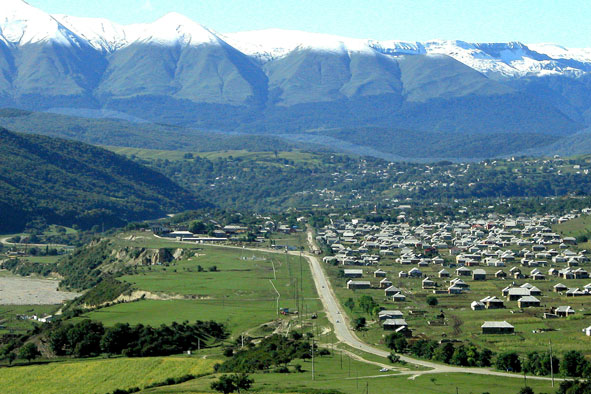
Сёла Ленинаул и Калининаул
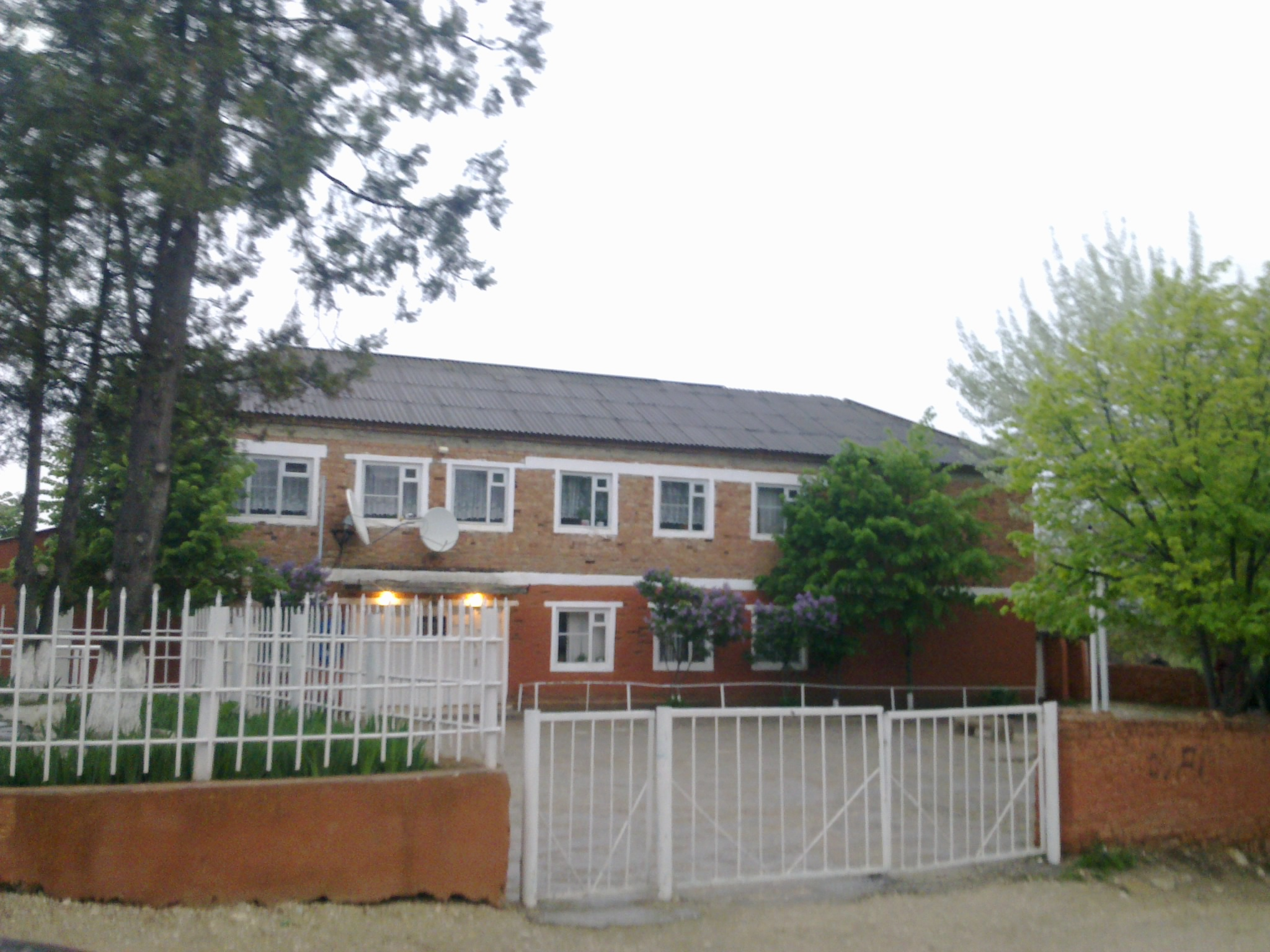
Ленинаульская муниципальная средняя общеобразовательная школа № 2
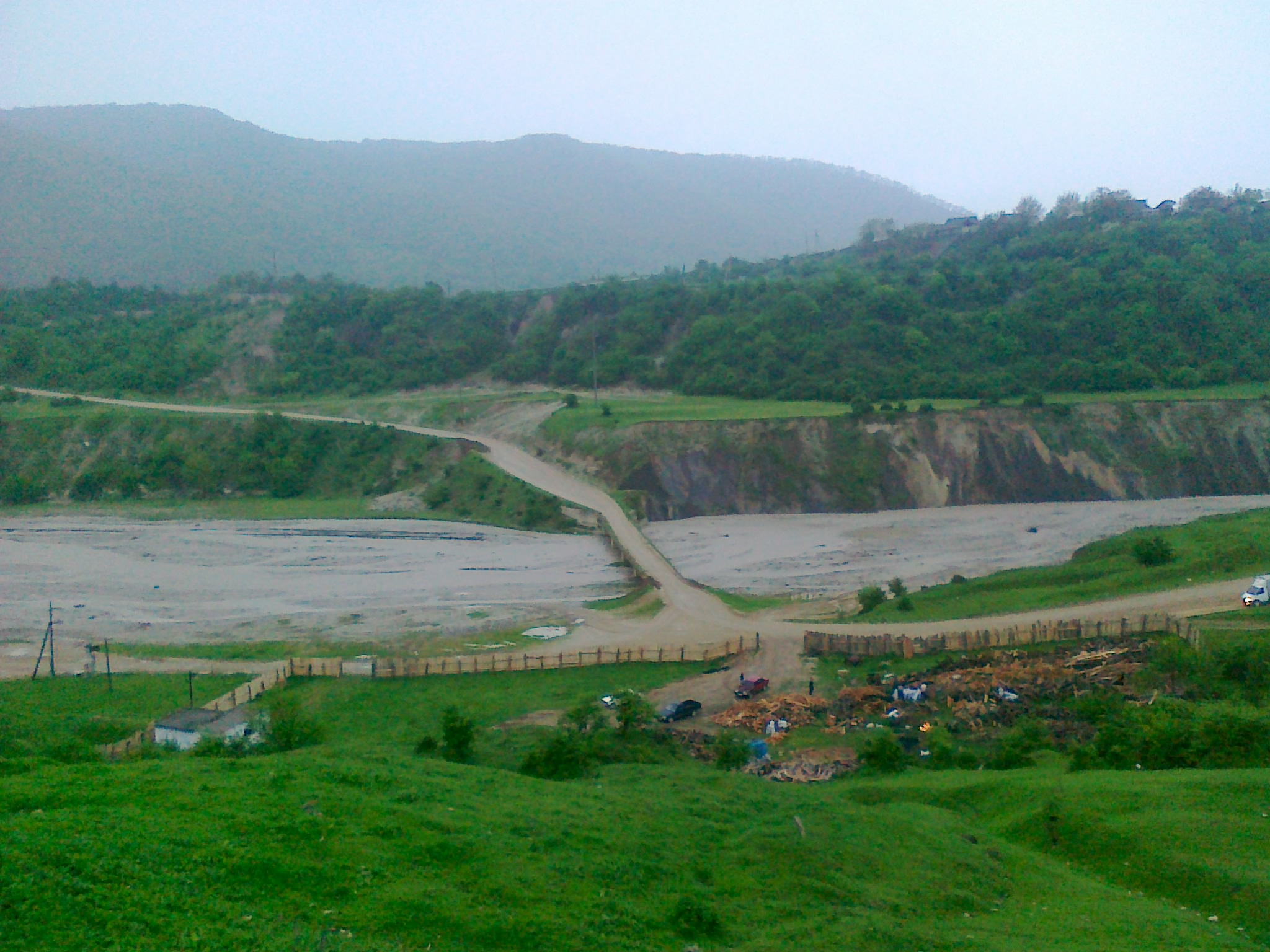
Мост через Акташ, соединяющий Калининаул и Ленинаул